# (79213) 1994 EX
1994 إي أكس (ويعرف أيضًا باسم (79213) 1994 إي أكس وفق تسمية الكوكب الصغير) (بالإنجليزية: 1994 EX)‏ هو كويكب ضمن حزام الكويكبات؛ وترتيبه 79213 من حيث الاكتشاف.
اكتُشف هذا الجُرم الفلكي بواسطة Antonio Vagnozzi ‏ في 8 مارس 1994.

## وصلات خارجية
- (79213) 1994 EX في قاعدة بيانات مختبر الدفع النفاث لأجرام النظام الشمسي الصغيرة

- الاكتشاف · مخطط المدار ·  العناصر المدارية · المعلمات المادية

- (79213) 1994 EX على موقع ويكي سكاي: DSS2, SDSS, GALEX, IRAS, Hydrogen α, X-Ray, Astrophoto, Sky Map, Articles and images